# 中国国际进口博览会
中国国际进口博览会（China International Import Expo，简称进博会、CIIE）是中华人民共和国上海市举办的年度博览会，由中华人民共和国商务部、上海市人民政府联合主办。根据官方介绍，进博会是“坚定支持贸易自由化和经济全球化、主动向世界开放市场的重大举措”。进博会与广交会、消博会、服贸会并称中国国家级四大展会。

## 历史
- 2017年5月14日，中共中央总书记、中国国家主席习近平宣布将从2018年开始举办中国国际进口博览会[3]。
- 2017年6月26日，中共中央总书记、中央全面深化改革领导小组组长习近平主持召开中共中央全面深化改革领导小组第三十六次会议，会议审议通过了《中国国际进口博览会总体方案》[4]。
- 2017年10月31日，中国国际进口博览局正式启动运行[5]。
- 2018年4月14日，中国国际进口博览会筹备委员会宣布调整成员，主任委员由国务院副总理胡春华担任，副主任委员包括商务部部长钟山、时任上海市市长应勇和国务院副秘书长丁向阳[6]。
- 2018年11月5日，首届中国国际进口博览会在上海举行。
- 2019年3月4日，中国国际进口博览会组委会正式成立，国务院副总理胡春华继续担任主任[7]。

## 象征
中国国际进口博览会口号、会徽与吉祥物于2018年7月27日（进博会倒计时100天）在上海国家会展中心发布。其口号为“新时代，共享未来”，秉承了“一带一路”建设共商、共建、共享的原则和精神。

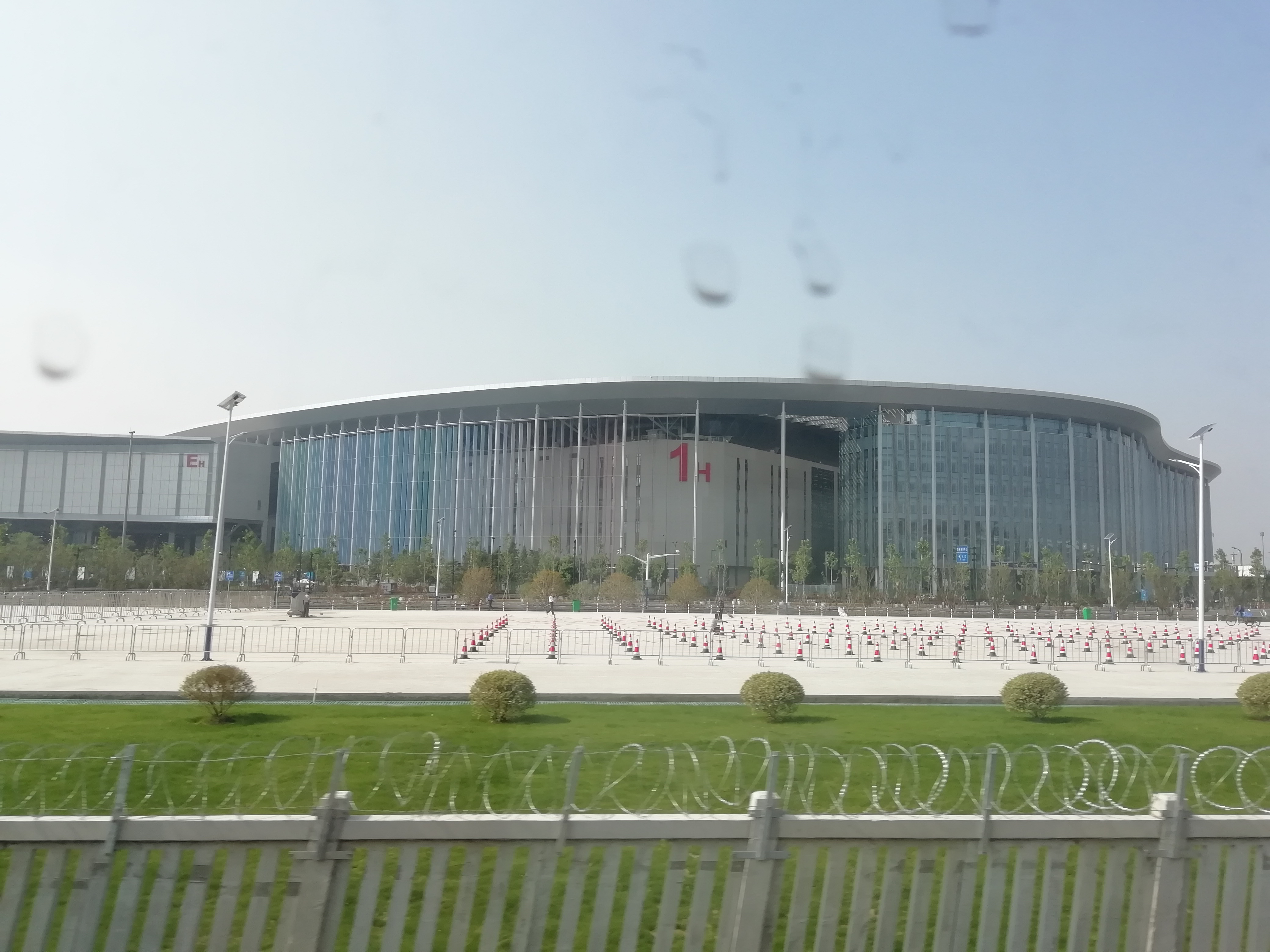
国家会展中心（上海）为进博会的举办地

进博会的会徽由中间的地球、外侧的浅蓝色圆环、进口博览会中英文名称和英文缩写（CIIE）等部分组成。图标中间为地球，寓意进口博览会的广泛性、多样性和包容性；地球上的绿色中国体现了“绿水青山就是金山银山”的绿色发展理念；图标外侧为浅蓝色圆环，体现了中国“海纳百川的自信与豪迈”，寓意着与世界各国紧密的团结合作。图标中进口博览会的英文简称“CIIE”，中间两个字母“II”形似一扇打开的大门，寓意进口博览会是“世界连通中国之门、国际经贸合作之门、世界人民友谊之门”。整个会徽字体颜色选取中国红，象征着中国热情好客，欢迎世界各地宾朋。

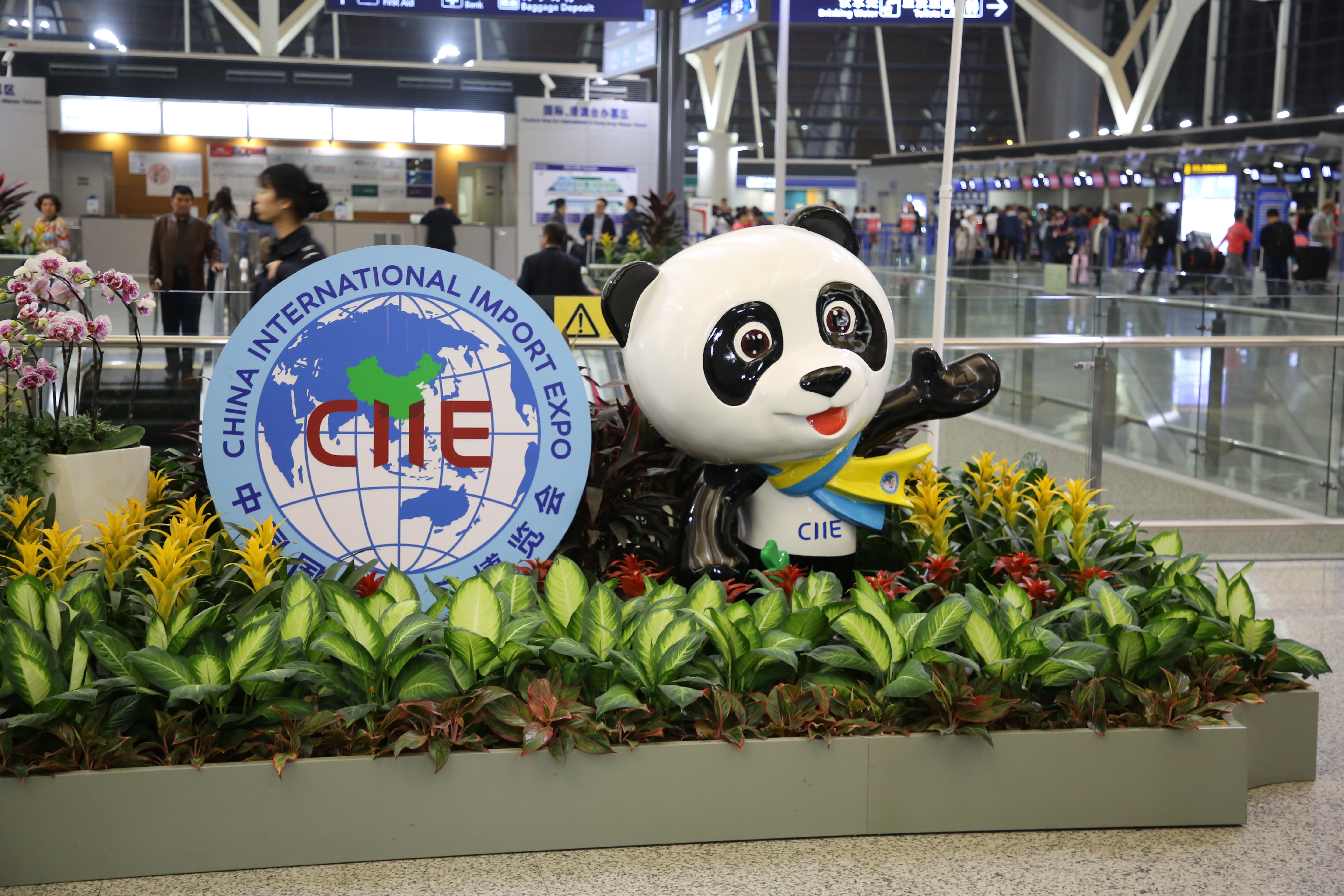
进博会标志及吉祥物“进宝”，摄于上海浦东国际机场

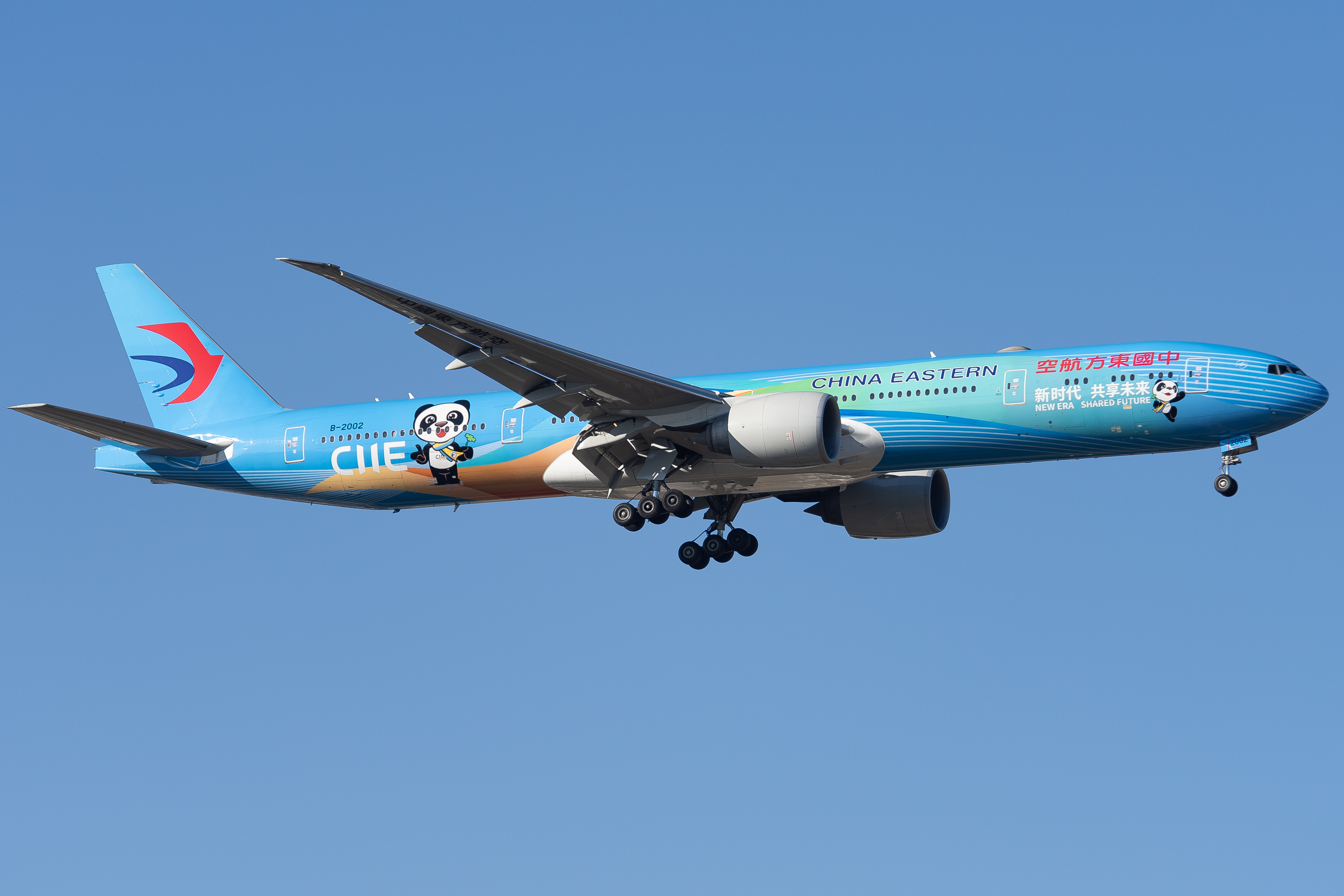
中国东方航空进博会彩绘机，摄于北京首都国际机场

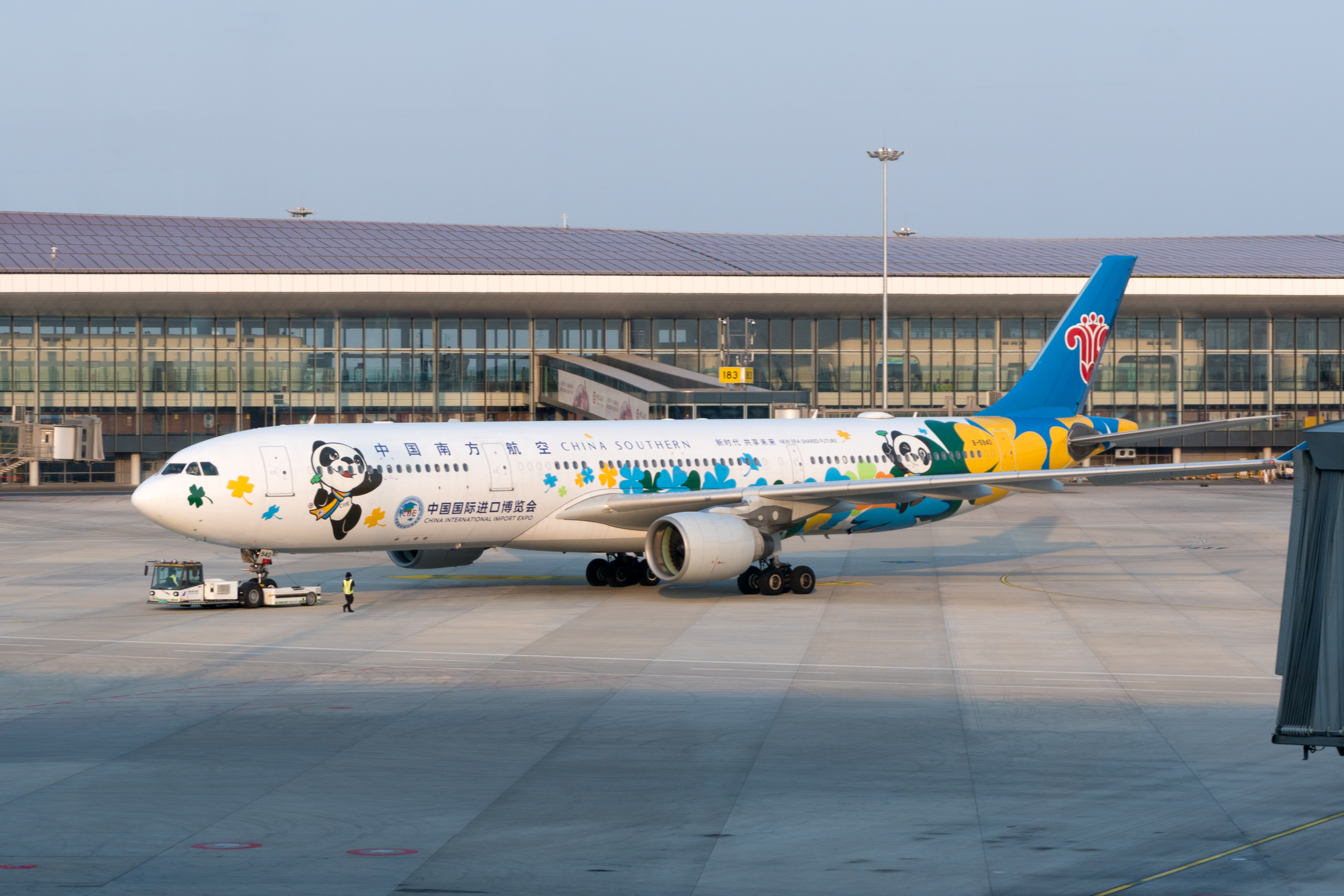
中国南方航空进博会彩绘机，摄于北京大兴国际机场

进博会的吉祥物名为“进宝”，以大熊猫为主体形象，同时围着一条绣着进口博览会标识的蓝黄色围巾，其中黄色代表“丝绸之路经济带”，蓝色代表“21世纪海上丝绸之路”，共同体现了进博会与“一带一路”倡议的紧密联系。吉祥物手中所持的四叶草，既代表了进口博览会的举办地上海国家会展中心主体建筑的造型，又具有幸运的意义。
進博會的志願者被稱為“小叶子”。

## 历届概况

### 第一届

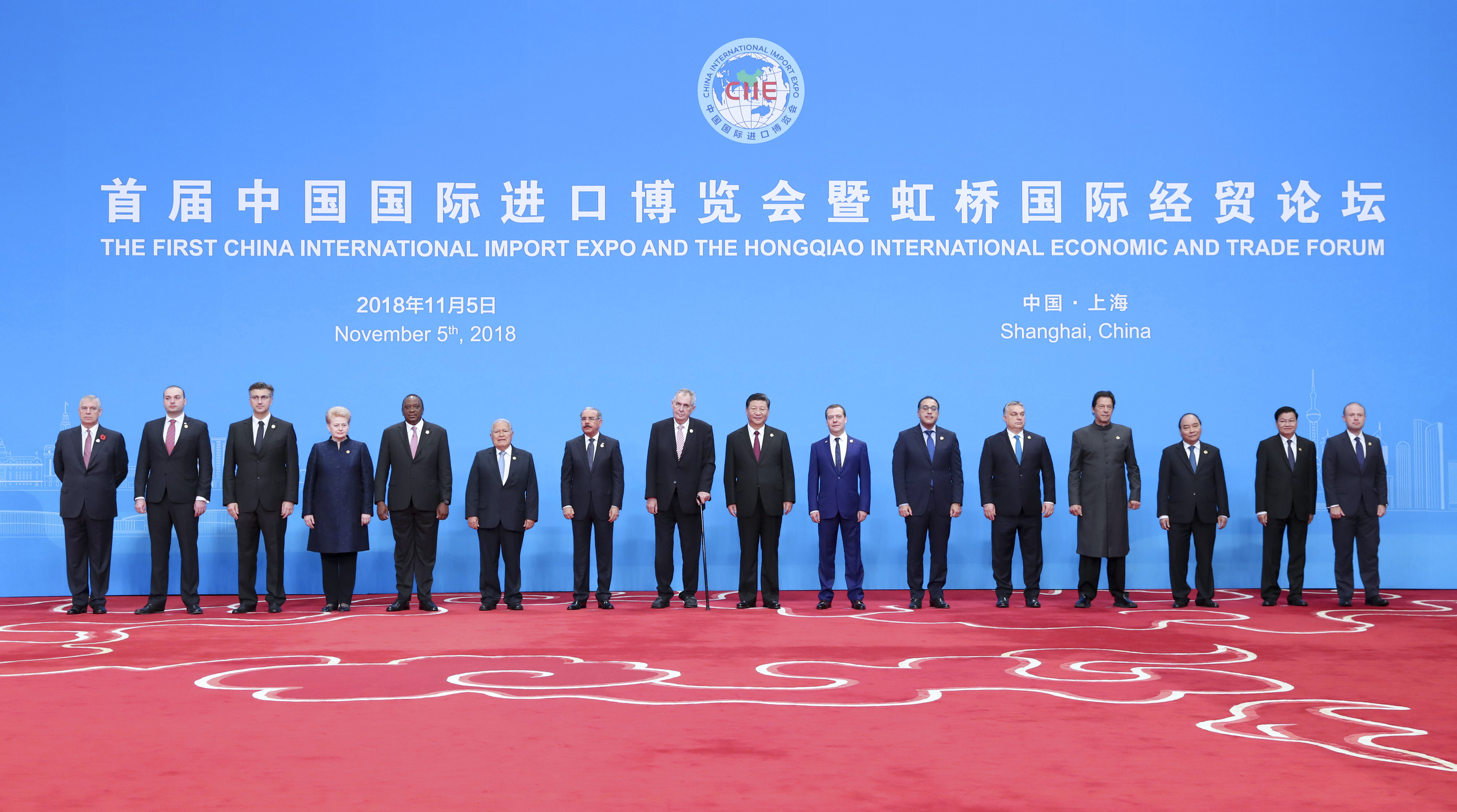
第一届进博会领导人大合照

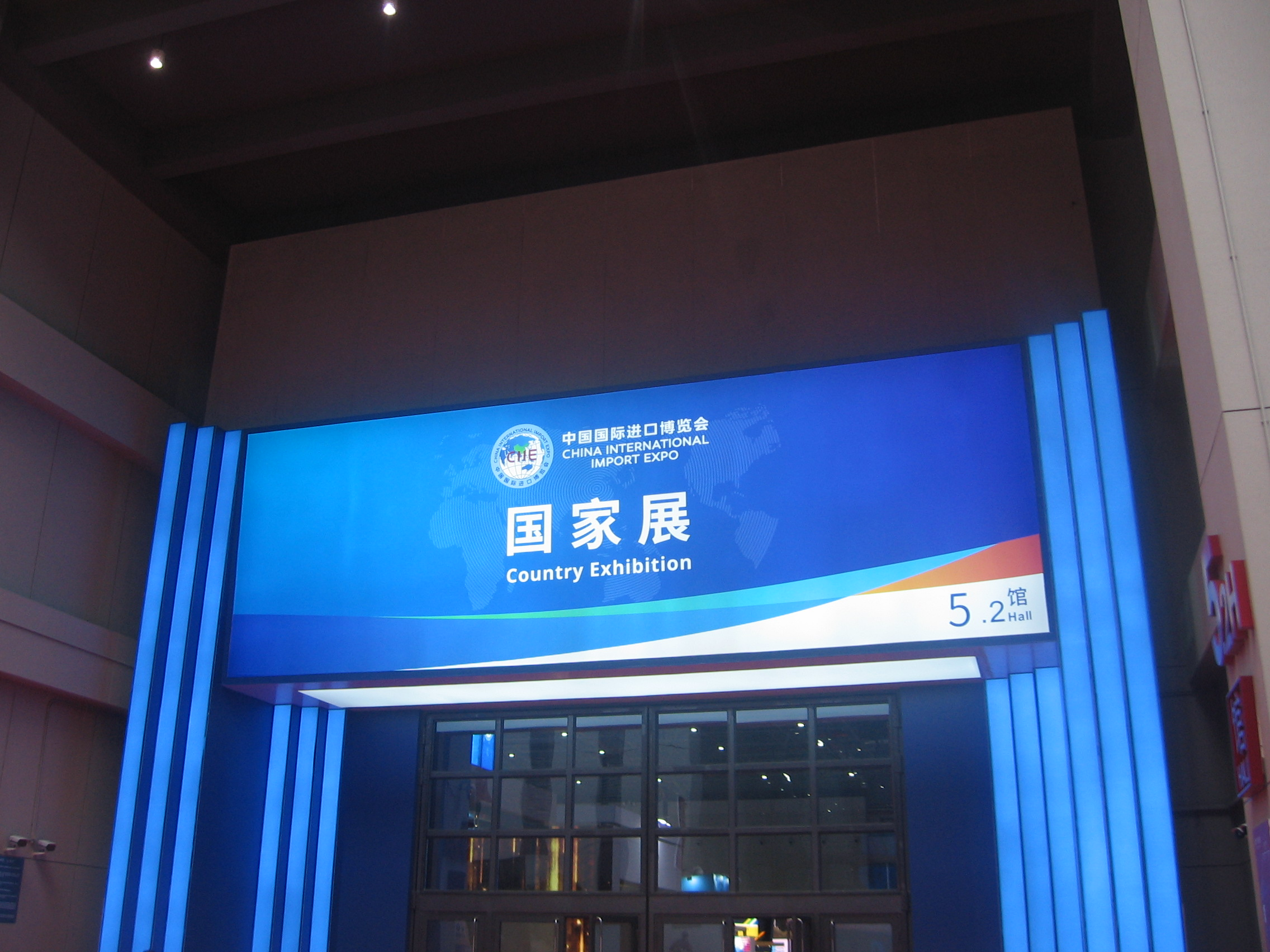
第一届进博会国家馆展区

首届中国国际进口博览会于2018年11月5-10日在上海国家会展中心举行，主要提供货物贸易展和服务贸易展。前者包括智能及高端装备、消费电子及家电、服装服饰及日用消费品、汽车、食品及农产品、医疗器械及医药保健等6个领域；后者则设置新兴技术、服务外包、创意设计、文化教育、旅游服务等内容。未来博览会每年举行一次。
本届进博会包括展会（国家贸易投资综合展、企业商业展）和虹桥国际经贸论坛两个部分组成。其中国家展共有82个国家、3个国际组织参展，设立71个展台，展览面积约3万平方米；企业展共有130多个国家的3000多家企业签约参展，分7个展区、展览面积27万平方米。本届进博会参展销售的所有进口展品同时实行税收优惠政策。
中共中央总书记、中国国家主席习近平出席本届进博会开幕式并举行相关活动。捷克总统泽曼、古巴国务委员会主席兼古巴部长会议主席迪亚斯-卡内尔、多米尼加总统梅迪纳、肯尼亚总统肯雅塔、立陶宛总统格里包斯凯特、巴拿马总统巴雷拉、萨尔瓦多总统萨尔瓦多·桑切斯·塞伦、瑞士联邦主席贝尔塞、库克群岛总理普纳、克罗地亚总理普连科维奇、埃及总理马德布利、匈牙利总理欧尔班、格鲁吉亚总理巴赫塔泽、老挝总理通伦、马耳他总理穆斯卡特、巴基斯坦总理伊姆兰·汗、俄罗斯总理梅德韦杰夫、越南总理阮春福等150个国家和地区的政要、工商界人士及有关国际组织负责人应邀与会。
本届进博会于11月4日在上海國際會議中心舉行晚宴，翌日举行开幕式，习近平作主旨演讲，之後親自帶領貴賓參觀國家展。在演讲中，习近平表示将在上海证券交易所设立科创板并试点注册制，支持上海国际金融中心和科技创新中心建设，不断完善资本市场基础制度。同时决定计划增设上海自贸区的新片区，支持长江三角洲区域一体化发展并上升为国家战略。而在11月6日，进博会宣布成立“中国国际进口博览会参展商联盟”，成员包括数十家参加首届进博会并已签约参加第二届进博会的世界500强及行业龙头企业。通用电气当选主席单位，杜邦公司、安永会计师事务所、JBS公司、强生公司、欧莱雅集团、三星集团、丰田汽车当选副主席单位，阿斯利康制药等20家企业当选理事会成员，霍尼韦尔等49家企业成为联盟成员。本届进博会的交易采购成交额达到578亿美元。

### 第二届

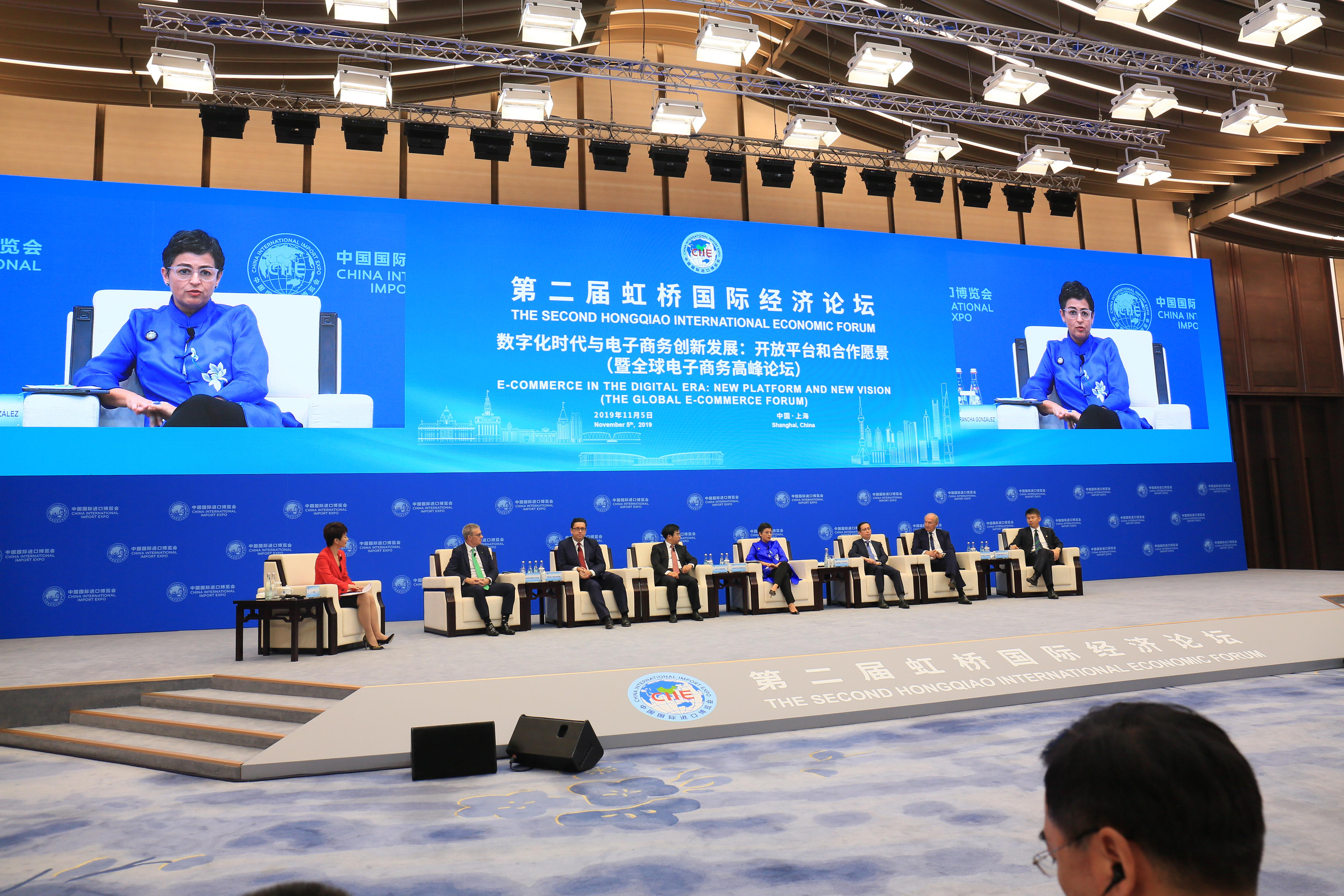
第二届进博会期间举行的虹桥国际经济论坛

第二届中国国际进口博览会于2019年11月5日-10日举办。本届进博会首次安排国家综合展延展，供社会观众免费开放，社会观众可自10月15日零点起凭身份证或护照等有效证件进行网上实名预约登记参观。11月5日，中共中央總書記兼中國國家主席習近平、法国总统马克龙、希腊总理基里亞科斯·米佐塔基斯、牙买加总理安德鲁·霍尼斯、塞尔维亚总理安娜·布爾納比奇將出席第二屆進博會開幕式。本届进博会国家展主宾国数量从首届的12个增加至15个，参加国家展的64个参展国和3个国际组织中，有24个国家第一次亮相；展览面积前三位的国家和地区分别是美国、日本和德国。本届进博会共有181个国家、地区和国际组织参会，3800多家企业参展，超过50万名境内外专业采购商到会洽谈采购，展览面积达36万平方米。截至10日中午累计进场超过91万人次，累计意向成交金额711.3亿美元，比首届增长23%。

### 第三届
第三届中国国际进口博览会于2020年11月5日至10日举办。因应2019冠状病毒病疫情，此届进博会改为云报名、云沟通、云对接、云签约，在4月9日更是举办了网上海外路演推介会。尽管如此，第三届进博会筹备速度快于前两届，企业商业展的已签约展览面积超过规划面积的60%，更会在医疗器械及医药保健展区设立“公共卫生防疫专区”。11月4日，开幕式在上海举行，中共中央总书记、中国国家主席习近平在开幕式上通过视频发表主旨演讲。巴基斯坦总统阿尔维、南非总统拉马福萨、智利总统皮涅拉、乌兹别克斯坦总统米尔济约耶夫、塞尔维亚总统武契奇、西班牙首相桑切斯、巴布亚新几内亚总理马拉佩、匈牙利总理欧尔班发表视频致辞。
2020年10月14日，中華人民共和國财政部、中華人民共和國海关总署、國家稅務總局宣佈对进博会展期内销售的合理数量的进口展品免征进口关税。

### 第四届
第四届中国国际进口博览会于2021年11月5日至10日举办。2021年1月20日，第四届进博会招展工作启动。11月4日，开幕式在上海举行，中共中央总书记、中国国家主席习近平通过视频发表主旨演讲。11月10日，第四届中国国际进口博览会闭幕。按一年计，第四届进博会累计意向成交707.2亿美元。

### 第五届
第五届中国国际进口博览会于2022年11月5日至10日在上海举办。

### 第六届
第六届中国国际进口博览会于2023年11月5日至10日在上海线下举办。 李強和陳茂波出席。

### 第七届
第七届中国国际进口博览会于2024年11月5日至10日在上海举行。国务院总理李强出席开幕式。

## 场外安全保障
在2018年进博会举办前，上海市各部门采取了较为严格的安保措施。在快递方面，国家邮政局、公安部、国家安全部等部门发布通告，要求加强首届进博会期间的寄递物品安全管理，各寄递企业加强进博会期间寄递物品的安全检查。铁路运输方面，上海站、上海南站、上海虹桥站加强安检力度，同时实行“到达安检”制度，另外所有进沪列车实行“二次安检”。
同时，上海市行政区域内的部分道路和区域采取临时交通管制，并在上海市和苏州市行政区域内禁止除批准用于电视转播、航拍、警务、应急救援、气象探测等活动外的无人机等“低慢小”航空器飞行和施放，禁止“低慢小”飞行器寄往上海。进口博览局同时宣布，展会期间的11月9日-10日已安排团体观众实名制观展，不另接待市民个人前往观展。但在展会结束后，有延展意向的企业展品将在总面积达60万平方米的虹桥进口商品展示交易中心继续展示和交易，该中心将于首届进博会闭幕后开放。而2019年举行的第二届进博会则安排国家展延展，向社会观众免费开放。
另外，根据上海市政府办公厅印发的《关于调整首届中国国际进口博览会期间公众休息日安排的通知》，上海市将11月5日（周一）调整为休息日，相应将11月3日（周六）调整为工作日；将11月6日（周二）调整为休息日，相应将11月11日（周日）调整为工作日。2019年举行的第二届进博会也同样采取了调休的做法。
2020年举行的第三届进博会因应2019冠狀病毒病疫情防控需要，采取了一系列防疫措施。10月11日，进博局发布《第三届中国国际进口博览会新冠肺炎疫情防控工作总体方案》，明确从境外入境上海的参展参会人员将要求在指定宾馆实施为期14天的集中健康隔离观察，同时所有参展参会人员、展区内工作人员全员核酸检测，在首次入馆时必须具备7天内有效的核酸检测阴性证明。而所有进口供进博会参展的相关物品开展检验检疫，规范进口冷链食品采样、监测和消毒工作。展区内的餐饮服务亦采取严格管理措施，不零售冷冻生鲜食品，且禁止试吃未经“全熟加工”的冷冻生鲜食品。此外，展会期间将采取参展客流分时错峰、预约限流、集中出行等措施。由于参展客流对社会面及周边交通秩序影响较小，故第三届进博会期间公众休息日将不作调整。